# ایم-۴ فالکون
ایم-۴ فالکون اولین موشک هوابه‌هوای عملیاتی هدایت شونده نیروی هوایی ایالات متحده آمریکا بود و توسعه آن در سال ۱۹۴۶ آغاز شد. این سلاح برای اولین بار در سال ۱۹۴۹ آزمایش شد و در سال ۱۹۵۶ وارد خدمت به نیروی هوایی ایالت متحده شد.
این موشک که در دو نسخه حرارت یاب و هدایت رادار تولید شد، در طول جنگ ویتنام با واحدهای مک‌دانل داگلاس اف-۴ فانتوم ۲ نیروی هوایی ایالت متحده خدمت کرد. طراحی این موشک برای سرنگونی بمب افکن‌های کند با قابلیت مانور محدود، در برابر جنگنده‌های قابل مانور بر فراز ویتنام بی اثر بود. در صورت نزدیک نبودن هدف به موشک، موشک تنها در صورتی منفجر می‌شود که به هدف برخورد کند.
با توجه به رکورد ضعیف کشتار ایم-۴ که باعث ناکارآمدی اف-۴ در نبرد هوا به هوا شد، جنگنده‌ها برای حمل موشک ایم-۹ سایدوایندر طراحی شده توسط یواس‌ان تغییر یافتند که قبلاً روی ووت اف-۸ کروسیدر و اف_۴ حمل می‌شد و سایدوایندر بسیار مؤثرتر بود و نسخه‌های بهبود یافته تا به امروز در خدمت نیروهای مسلح ایالات متحده و چندین کشور متحد هستند.

## سابقه عملیاتی
نیروی هوایی ایم-۴ را در می ۱۹۶۷ در طول جنگ ویتنام بر روی اف-۴ فانتوم ۲ جدید مستقر کرد که آن را بر روی دکل‌های بال داخلی حمل می‌کرد و برای حمل ایم-۹ سایدوایندر سیمی نداشت. عملکرد رزمی این موشک بسیار ضعیف بود. فالکون که قبلاً بر روی هواپیماهای فرماندهی پدافند هوایی عملیاتی می‌شد، برای استفاده در برابر بمب‌افکن‌ها طراحی شده بود و زمان‌های جستجوگر کند موشک (به اندازه شش یا هفت ثانیه برای به دست آوردن قفل روی یک هدف) آن را تا حد زیادی در برابر جنگنده‌های مانور بالا ناکارآمد می‌کرد. علاوه بر این فقط یک بار می‌تواند خنک شود. عرضه محدود مایع خنک‌کننده به این معنی است که موشک پس از خنک شدن، ذخایر نیتروژن مایع خود را در دو دقیقه مصرف می‌کند و آن را روی ریل بی فایده می‌کند. این موشک همچنین دارای یک کلاهک کوچک بود و فاقد اتصال مجاورتی بود. در نتیجه، تنها پنج هدف با این موشک نابود شدند که همه آنها با نسخه ایم-۴دی بودند. (فالکون همچنین به‌طور آزمایشی توسط اف-۱۰۲ دلتا بر روی اهداف زمینی در شب با استفاده از جستجوگر فروسرخ خود شلیک شد)

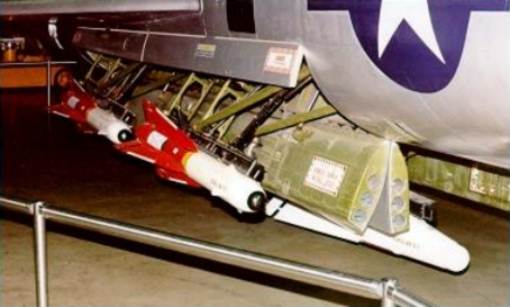
یک جفت ایم-۴دی در محل تجهیزات یک اف-۱۰۲ دلتا

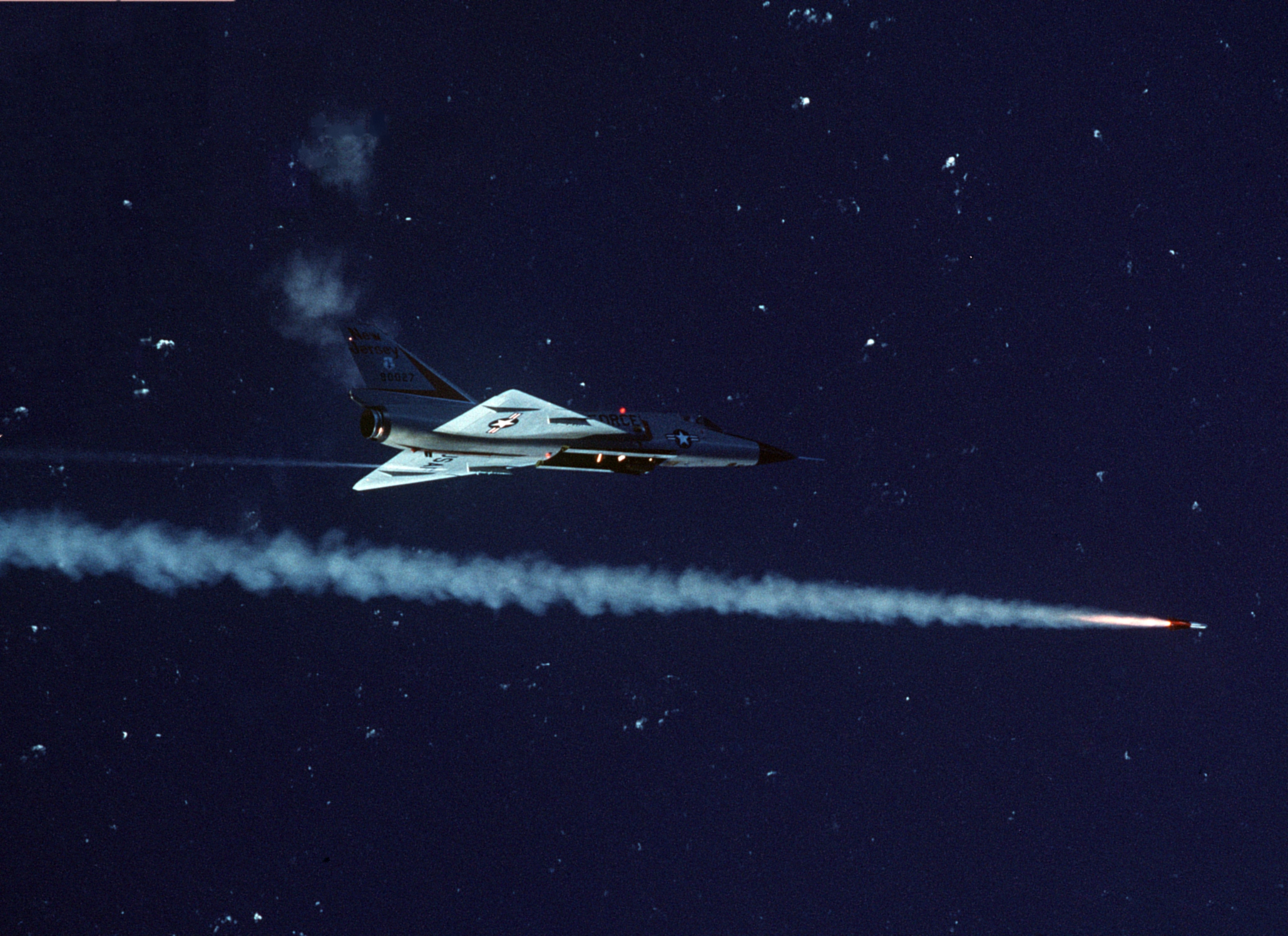
اف-۱۶ای در حال پرتاب ایم-۴.